# Belmopan FC
El Belmopan Bandits Football Sporting Club és un club de Belize de futbol de la ciutat de Belmopan.

## Palmarès
- Lliga Premier de Belize de futbol: [3]
  - 2012 (O), 2013 (O), 2014 (C), 2014 (O), 2016 (C), 2017(O), 2017 (C), 2018 (O), 2018 (C)